# Васьковський Адам Володимирович
Адам Володимирович Васьковський (12 листопада 1937, село Корчик, тепер Шепетівського району Хмельницької області) — український діяч, Шепетівський міський голова, 1-й секретар Шепетівського міського комітету КПУ Хмельницької області, секретар Хмельницького обласного комітету КПУ.

## Біографія
Закінчив середню школу № 4 м. Шепетівки. До 1959 року працював робітником на Шепетівському деревообробному комбінаті.
З 1956 до 1959 року служив у лавах Збройних сил СРСР. Член КПРС.
З 1959 до 1964 року навчався на фізико-технічному факультеті Дніпропетровського державного університету, інженер-механік.
У 1964—1969 роках працював інженером-конструктором у конструкторському бюро «Південне» в Дніпропетровську.
У 1969—1975 роках — директор Шепетівського заводу металовиробів.
У 1975—1981 роках — 2-й секретар Шепетівського міського комітету КПУ Хмельницької області.
У 1981—1988 роках — 1-й секретар Шепетівського міського комітету КПУ Хмельницької області.
У 1988—1990 роках — 1-й секретар Кам'янець-Подільського районного комітету КПУ Хмельницької області.
26 травня 1990 — 1991 року — секретар Хмельницького обласного комітету КПУ.
З 1991 року працював завідувачем відділу Всесвітньої лабораторії; начальником управління з питань оборонної і мобілізаційної роботи Хмельницької обласної державної адміністрації.
У квітні 1998—2002 роках — Шепетівський міський голова Хмельницької області.
Потім — на пенсії в місті Хмельницькому.

## Нагороди
- орден Дружби народів
- медалі